# Melanocoris nigricornis
Melanocoris nigricornis är en insektsart som beskrevs av Van Duzee 1921. Melanocoris nigricornis ingår i släktet Melanocoris och familjen näbbskinnbaggar. Inga underarter finns listade i Catalogue of Life.